# Station Lamorteau
Station Lamorteau was een spoorwegstation in België langs spoorlijn 155 (Marbehan - Écouviez) in Lamorteau, een deelgemeente van de Belgische gemeente Rouvroy in de provincie Luxemburg. Het station met telegrafische code MLM werd op 15 maart 1881 geopend en op 7 oktober 1951 gesloten. Omdat Lamorteau een grensstation was op een lijn met druk goederenverkeer werd het stationsgebouw aanzienlijk groter uitgevoerd dan gangbaar was voor een halte in een dergelijk kleine plaats.
Het stationsgebouw werd na restauratie door een aantal dorpsverenigingen door de gemeente Rouvroy gekocht en in erfpacht gegeven aan de "ASBL Ancienne gare de Lamorteau" die de gebouwen verhuurt aan particulieren en verenigingen voor feesten, jeugdkampen et cetera.
0,0: Marbehan ·
3,1: Villers-sur-Semois ·
6,1: Sainte-Marie ·
11,4: Croix-Rouge ·
13,5: Buzenol ·
19,5: Ethe ·
21,2: Belmont ·
22,6: Pierrard-École ·
23,9: Virton-Ville ·
25,5: Virton ·
27,5: Dampicourt ·
31,2: Lamorteau